# Галичина (Дрогобич) у сезоні 1995—1996
Сезон 1995–1996 став історичним для дрогобицької «Галичини»: команда досягла найвищого результату в Кубку України за всю свою історію — чвертьфіналу.
| «Галичина» (Дрогобич) у сезоні 1995—1996 | «Галичина» (Дрогобич) у сезоні 1995—1996 |
| ---------------------------------------- | ---------------------------------------- |
|                                          |                                          |
| Ліга                                     | Друга                                    |
| Місце в лізі                             | чотирнадцяте                             |
| Раунд у кубку                            | чвертьфінал                              |
| Тренер                                   | Юрій Дубровний                           |
| Стадіон                                  | Крановик                                 |
| Капітан                                  |                                          |
| Найбільше матчів                         | Ігор Грищак (37)                         |
| Бомбардир                                | Василь Карпин (10)                       |

## Друга ліга України

### Перше коло[3][4]
| Тур 1 05.08.1995 | «Темп-Адвіс-2» | 0 — 2 | «Галичина» | Шепетівка            |  |
|                  |                |       |            | Стадіон: «Локомотив» |  |

| тур 2 08.08.1995 | «Керамік» | 0 — 0 | «Галичина» | Баранівка          |  |
|                  |           |       |            | Стадіон: «Україна» |  |

| Тур 3 13.08.1995 | «Галичина» | 0 — 1 | «ЦСКА» | Дрогобич                          |  |
|                  |            |       |        | Стадіон: «Крановик» Глядачі: 4000 |  |

| Тур 5 21.08.1995 | «Газовик» | 0 — 0 | «Галичина» | Комарно            |  |
|                  |           |       |            | Стадіон: «Газовик» |  |

| Тур 6 24.08.1995 | «Авангард» | 2 — 2 | «Галичина» | Жидачів             |  |
|                  |            |       |            | Стадіон: «Авангард» |  |

| Тур 7 29.08.1995 | «Галичина» | 1 — 0 | «Десна» | Дрогобич            |  |
|                  |            |       |         | Стадіон: «Крановик» |  |

| Тур 9 06.09.1995 | «Скіфи»         | 1 — 3 | «Галичина»                       | Львів                           |  |
|                  | Петровський 27' |       | Карпин 60' Карпин 65' Карпин 77' | Стадіон: «Торпедо» Глядачі: 400 |  |

| Тур 13 22.09.1995 | «Динамо-Флеш» | 1 — 1 | «Галичина» | Одеса              |  |
|                   |               |       |            | Стадіон: «Спартак» |  |

| Тур 17 11.10.1995 | «Галичина» | 1 — 1 | «Кристал» | Дрогобич                          |  |
|                   |            |       |           | Стадіон: «Крановик» Глядачі: 2000 |  |

| Тур 18 24.10.1995 | «Оболонь» | 1 — 1 | «Галичина» | Київ |  |
|                   |           |       |            |      |  |

| Тур 20 04.11.1995 | «Галичина» | 2 — 1 | «Калуш» | Дрогобич                          |  |
|                   |            |       |         | Стадіон: «Крановик» Глядачі: 3000 |  |

### Друге коло
| Тур 26 12.04.1996 | «Галичина» | 1 — 0 | «Оболонь» | Дрогобич                          |  |
|                   |            |       |           | Стадіон: «Крановик» Глядачі: 4000 |  |

| Тур 38 01.06.1996 | «Схід»                                               | 4 — 3 | «Галичина»                        | Славутич |  |
|                   | Кирпиков 12' Буренок 25' Лисковець 27' Лисковець 64' |       | Яремчук 35' Яремчук 52' Гурко 60' |          |  |

| Тур 39 05.06.1996 | «Десна»                     | 2 — 1 | «Галичина»  | Чернігів                     |  |
|                   | Пилипенко 24' Пилипенко 52' |       | Яремчук 43' | Стадіон: імені Юрія Гагаріна |  |

| Тур 41 13.06.1996 | «Галичина»  | 1 — 2 | «Газовик»              | Дрогобич                          |  |
|                   | Яремчук 80' |       | Тимчишин 4' Гринер 43' | Стадіон: «Крановик» Глядачі: 2000 |  |

| Тур 43 21.06.1996 | «ЦСКА» | 2 — 0 | «Галичина» | Київ          |  |
|                   |        |       |            | Стадіон: ЦСКА |  |

### Підсумкова таблиця
| М  | Команда                          | І  | В  | Н  | П  | РМ    | О  |
| -- | -------------------------------- | -- | -- | -- | -- | ----- | -- |
| 1  | ЦСКА (Київ)                      | 40 | 27 | 8  | 5  | 61-27 | 89 |
| 2  | «Кристал» (Херсон)               | 40 | 24 | 7  | 9  | 75-29 | 79 |
| 3  | «Хутровик» (Тисмениця)           | 40 | 24 | 3  | 13 | 66-33 | 75 |
| 4  | «Оболонь» (Київ)                 | 40 | 22 | 9  | 9  | 60-35 | 75 |
| 5  | ФК «Калуш» (Калуш)               | 40 | 22 | 8  | 10 | 64-31 | 74 |
| 6  | «Нива-Космос» (Миронівка)        | 40 | 21 | 10 | 9  | 59-36 | 73 |
| 7  | «Десна» (Чернігів)               | 40 | 21 | 9  | 10 | 55-30 | 72 |
| 8  | «Гарай» (Жовква)                 | 40 | 20 | 7  | 13 | 49-35 | 67 |
| 9  | «Система-Борекс» (Бородянка)     | 40 | 17 | 12 | 11 | 34-31 | 63 |
| 10 | «Газовик» (Комарно)              | 40 | 18 | 8  | 14 | 47-38 | 62 |
| 11 | «Авангард» (Жидачів)             | 40 | 18 | 8  | 14 | 44-44 | 62 |
| 12 | «Карпати» (Мукачеве)             | 40 | 17 | 8  | 15 | 39-35 | 59 |
| 13 | «Керамік» (Баранівка)            | 40 | 18 | 5  | 17 | 38-41 | 59 |
| 14 | «Галичина» (Дрогобич)            | 40 | 16 | 8  | 16 | 39-40 | 56 |
| 15 | «Схід» (Славутич)                | 40 | 14 | 10 | 16 | 43-51 | 52 |
| 16 | «Олімпія ФК АЕС» (Южноукраїнськ) | 40 | 12 | 7  | 21 | 34-67 | 43 |
| 17 | «Рось» (Біла Церква)             | 40 | 10 | 9  | 21 | 28-61 | 39 |
| 18 | «Агротехсервіс» (Суми)           | 40 | 8  | 6  | 26 | 25-77 | 30 |
| 19 | «Скіфи» (Львів)                  | 40 | 6  | 5  | 29 | 20-28 | 23 |
| 20 | «Динамо-Флеш» (Одеса)            | 40 | 3  | 6  | 31 | 12-85 | 15 |
| 21 | ФК «Каховка» (Каховка)           | 40 | 3  | 3  | 34 | 11-49 | 12 |
| 22 | «Темп-Адвіс-2» (Шепетівка)       | —  | —  | —  | —  | —     | —  |

## Кубок України
| 1/64 15.10.1995 | «Підгір'я» | 0 — 1 | «Галичина» | Сторожинець                                      |  |
|                 |            |       | Малик 65'  | Стадіон: «Дружба» Глядачі: 900 Суддя: Тарас Клим |  |

Галичина (Дрогобич): Білан Ігор; Швець Орест; Греділь Степан; Грущак Георгій; Гоголадзе Сергій; Малик Василь (Матусевич Валерій, 89); Гіщак Ігор (Марків Іван, 77); Воротеляк Андрій; Дудич Микола (Ковальчик Роман, 69); Карпин Василь; Малик Віталій.
Підгір'я (Сторожинець): Бойчук Володимир; Мельник Іван; Супчинський Василь; Мирон Михайло; Задорожний Микола; Коньков Юрій (Ткачук Костянтин, 60); Гамаль Анатолій (Харитон Володимир, 80); Новотний Василь (Новак Андрій, 46); Гомель Василь; Ілюк Степан; Дідух Іван.
| 1/32 19.10.1995 | «Галичина»                           | 3 — 1 | «Нива»      | Дрогобич                                                     |  |
|                 | Воротеляк 3' Гоголадзе 31' Малик 43' |       | Сухенко 85' | Стадіон: «Крановик» Глядачі: 1000 Суддя: Степан Сельменський |  |

Галичина (Дрогобич): Білан Ігор; Швець Орест (Ковальчик Роман, 46); Греділь Степан; Грущак Георгій; Гоголадзе Сергій; Малик Василь (Матусевич Валерій, 40); Гіщак Ігор (Кузів Ігор, 46); Воротеляк Андрій (Волошин Ярослав, 46); Дудич Микола; Карпин Василь; Малик Віталій.
Нива (Теребовля): Садковський Володимир; Фриз Олег; Мацюпа Роман; Сороцький Володимир (Кожухар Андрій, 81); Павлов Іван; Сухенко Віктор; Онишкевич Володимир; Куриляк Михайло; Рикун Ярослав (Ющенко Олег, 46); Сороцький Ігор; Павлович Віктор (Масник Віктор, 84).
| 1/16 03.03.1996 | «Галичина» | 0 — 0 (6:5 пен.) | «Кривбас» | Дрогобич                                                |  |
|                 |            |                  |           | Стадіон: «Крановик» Глядачі: 5000 Суддя: Олег Первушкін |  |
|                 |            | Пенальті         |           |                                                         |  |
| {{{пенальті1}}} |            | {{{пенальті2}}}  |           |                                                         |  |

Галичина (Дрогобич): Білан Ігор; Цховребашвілі Леван; Матусевич Валерій; Чіх Андрій; Гоголадзе Сергій; Токар Михайло; Гіщак Ігор (Качмар Роман, 75); Лемішко Костянтин; Цибрій Анатолій (Писко Михайло, 63); Карпин Василь; Кенийз Михайло.
Кривбас (Кривий Ріг): Тарахтій Андрій; Скідан Геннадій; Греділь Степан; Бідулька Дмитро; Попович Геннадій; Мальцев Владислав; Громов Віктор; Приходько Геннадій; Яковенко Юрій; Григорчук Роман; Севідов Олександр. Головний тренер – Маркевич Мирон.
| 1/8 08.03.1996 | «Нива»                       | 2 — 0 | «Галичина» | Вінниця                                                        |  |
|                | Червоний 30' Матвійченко 39' |       |            | Стадіон: ЦПКіВ ім. Горького Глядачі: 4000 Суддя: Валерій Авдиш |  |

Нива (Вінниця): Циткін Володимир; Гайдаржи Леонід; Сосенко Костянтин; Запорожченко Вячеслав; Червоний Олександр (Борисюк Андрій, 71); Балацький Анатолій; Рябцев Олексій; Романчук Руслан (Паршин Павло, 46); Солов'єнко Юрій (Лелюк Дмитро, 80); Матвійченко Павло; Любинський Олександр. Головний тренер – Морозов Сергій. 
Галичина (Дрогобич): Білан Ігор; Цховребашвілі Леван; Баландюх Андрій; Чіх Андрій; Салавор Володимир; Токар Михайло; Качмар Роман; Лемішко Костянтин; Цибрій Анатолій (Марків Іван, 58); Писко Михайло; Кенийз Михайло (Чум Олег, 46).